# Schermo a tubo catodico

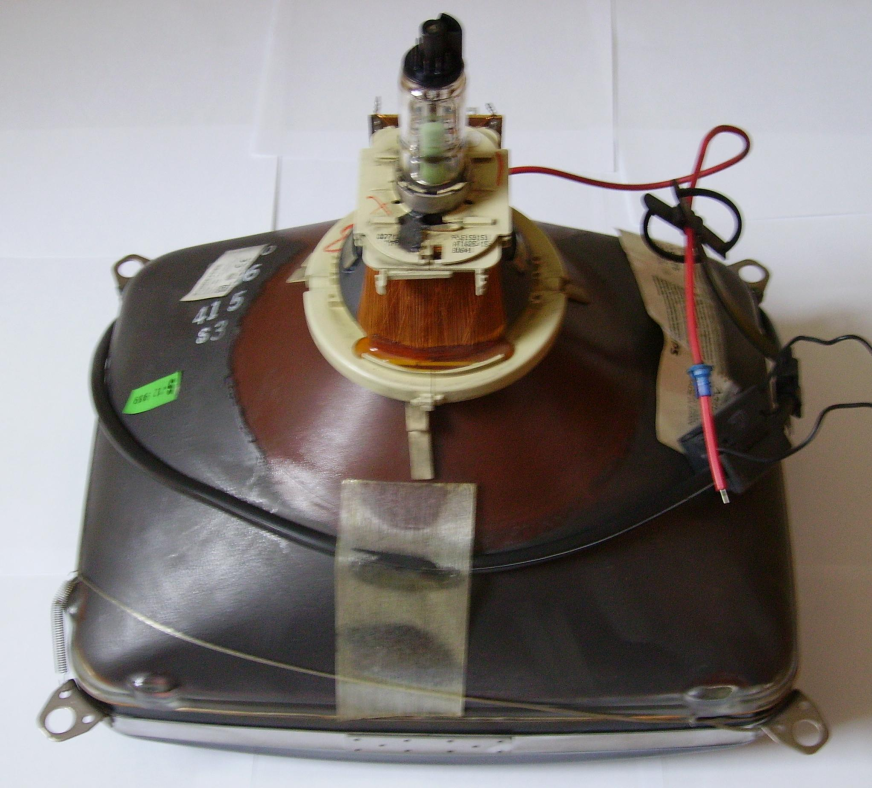
Tubo a raggi catodici di televisore completo di giogo di deflessione, visto posteriormente

Lo schermo a tubo catodico, o schermo CRT, è un tipo di schermo, ormai largamente caduto in disuso, dopo molti decenni di impiego assai diffuso, a causa dell’introduzione, a partire dall'inizio del XXI secolo, degli schermi al plasma e a cristalli liquidi (LCD). Quando è utilizzato per applicazioni video (ad esempio per realizzare monitor per computer e televisori) è anche chiamato cinescopio.
Lo schermo a tubo catodico è sostanzialmente costituito da un tubo a raggi catodici in cui vengono prodotti dei fasci di elettroni, i quali creano l'immagine venendo convogliati ad hoc su una superficie fotosensibile frontale. Parametro fondamentale di uno schermo a tubo catodico è la dimensione dell'area su cui sono visualizzate le immagini, normalmente indicata con la lunghezza della diagonale dell'area in pollici.

## Storia e attualità
La tecnologia alla base del tubo catodico fu sviluppata nel 1897 dal fisico tedesco Karl Ferdinand Braun, che realizzò il primo oscilloscopio, mentre il primo prototipo del tipo usato nei televisori fu realizzato dall'inventore statunitense Philo Farnsworth. Il CRT è stato il tipo di schermo usato nella quasi totalità delle applicazioni per quasi un secolo, fino agli anni 2000, a partire dai quali ha iniziato ad andare incontro ad una progressiva obsolescenza in favore delle più moderne tecnologie al plasma, a cristalli liquidi e OLED, meno ingombranti e con costi di produzione in continua discesa.
I monitor a tubo catodico presentavano il vantaggio, rispetto alle tecnologie concorrenti, di una migliore velocità di reazione (o minore latenza, molto apprezzata nell'uso dei videogiochi) ed immagini con colori più fedeli, ed inizialmente si rivelavano più parsimoniosi nei consumi, specie in caso di immagini scure.

## Descrizione e funzionamento
Questo sistema ha un funzionamento di base, che viene riadattato a seconda delle diverse idee.

### Principio di base

Sezione schematica di un tubo a raggi catodici monocromatico
1) Griglia controllo
2) Anodo
3) Bobina deflettrice
4) Riscaldatore
5) Catodo
6) Fascio di elettroni
7) Bobina di messa a fuoco
8) Schermo fluorescente

La struttura del tubo catodico deriva direttamente dal diodo a catodo freddo, a sua volta derivato dal tubo di Crookes, a cui è aggiunto uno schermo rivestito di materiale fluorescente, anche chiamato tubo di Braun.
Nel 1922 fu sviluppata la prima versione commerciale a catodo caldo da parte di J. B. Johnson e H. W. Weinhart, della Western Electric.
Il catodo è un piccolo elemento metallico riscaldato all'incandescenza che emette elettroni per effetto termoionico. All'interno del tubo catodico, in cui è stato praticato un vuoto spinto, questi elettroni vengono diretti in un fascio (raggi catodici) per mezzo di un'elevata differenza di potenziale elettrico tra catodo e anodo, con l'aiuto di altri campi elettrici o magnetici opportunamente disposti per focalizzare accuratamente il fascio. Il raggio (detto anche pennello elettronico) viene deflesso dall'azione di campi magnetici (Forza di Lorentz) (deflessione magnetica) o campi elettrici (deflessione elettrostatica) in modo da arrivare a colpire un punto qualunque sulla superficie interna dello schermo, l'anodo.
Questa superficie è rivestita di materiale fluorescente (detti fosfori, in genere metalli di transizione oppure terre rare) che eccitato dall'energia degli elettroni emette luce. Il tubo catodico presenta una curva di risposta caratteristica del triodo, che conduce ad una relazione non lineare tra la corrente elettronica e l'intensità della luce emessa, chiamata funzione gamma. Nei primi televisori questo era positivo poiché aveva l'effetto di comprimere il contrasto (riducendo il rischio di saturazione delle parti più chiare o scure), ma in alcune applicazioni informatiche dove la resa dei colori deve essere lineare, come nel desktop publishing, deve essere applicata una correzione gamma.

### Televisori e monitor monocromatici

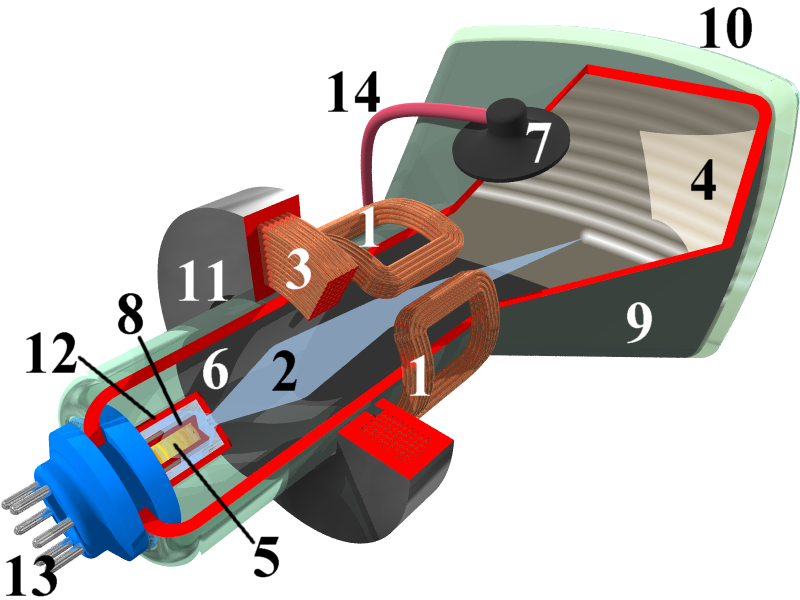
Sezione schematica di un tubo a raggi catodici monocromatico

Nei televisori e nei monitor la superficie è scandita secondo una matrice predefinita di righe successive, chiamata scansione raster o linee di scansione e l'immagine è creata modulando l'intensità del fascio elettronico secondo l'andamento del segnale video. La scansione è ottenuta deviando il fascio per mezzo del campo magnetico variabile generato da opportuni elettromagneti fissati sul "collo" del tubo (deflessione elettromagnetica), che costituiscono il cosiddetto giogo di deflessione. Appositi circuiti elettronici pilotano gli elettromagneti del giogo in modo da effettuare una scansione in perfetta sincronia.

### Oscilloscopio

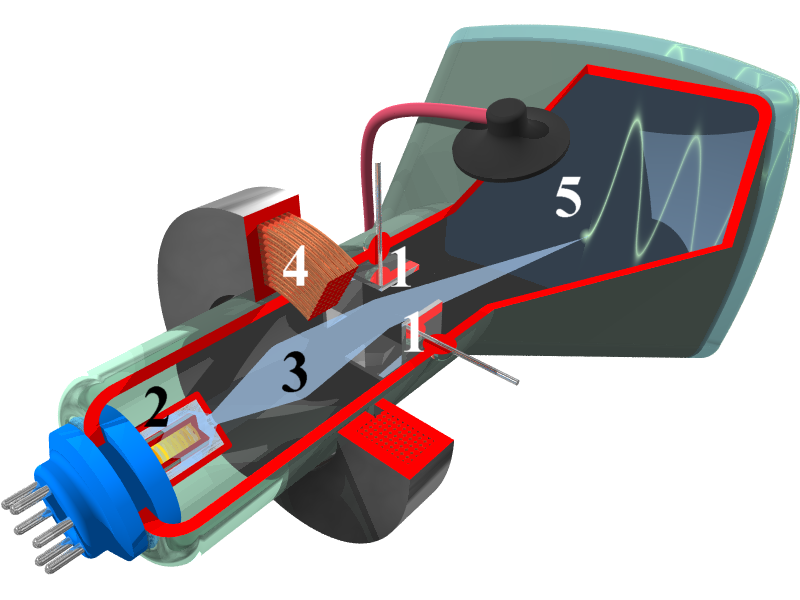
Sezione schematica di un tubo di un oscilloscopio
1: elettrodi di deviazione del fascio
2: cannone di elettroni
3: fasci di elettroni
4: bobina di messa a fuoco
5: strato di fosforo

Nell'oscilloscopio invece l'intensità del pennello elettronico è costante, mentre la deflessione viene effettuata in base a segnali arbitrari. Solitamente la deflessione orizzontale avviene proporzionalmente al tempo, secondo una base configurabile dall'utente, mentre la verticale è proporzionale al segnale da analizzare. In questi tubi, più stretti e lunghi, la deflessione viene effettuata per mezzo di un campo elettrico generato da placche disposte ortogonalmente all'interno del tubo (deflessione elettrostatica). Questa tecnica è preferibile nell'oscilloscopio, perché consente una variazione molto rapida del segnale di deflessione, che è invece limitata entro precisi margini dall'induttanza degli elettromagneti. La notevole velocità di questo tipo di deflessione è stata sfruttata dal costruttore statunitense Tektronix, nella famiglia di oscilloscopi della serie 7000, in uso negli anni settanta, nei quali un circuito, denominato readout, visualizzava sullo schermo, insieme al segnale in analisi, il valori della base tempi e il fattore di attenuazione impostati, oltre ad alcune funzioni minori. I caratteri alfanumerici, costituiti da 5 o 6 punti interlacciati la cui posizione relativa era memorizzato nelle ROM dei caratteri, erano disposti su due linee: una sul margine superiore dello schermo, l'altra sul margine inferiore. Erano generati deflettendo ciclicamente e velocemente il fascio di elettroni nell'area in cui doveva apparire la scritta e inviando brevissimi impulsi nel circuito dell'amplificatore verticale in relazione al carattere da visualizzare e alla corrispondente mappatura memorizzata nella ROM.

### Monitor vettoriali
I primi monitor per computer usavano un sistema simile a quello dell'oscilloscopio, ed erano chiamati monitor vettoriali poiché le immagini erano costituite da linee tracciate tra punti arbitrari e frequentemente rigenerate. I monitor vettoriali furono usati fino agli anni settanta e ottanta in alcuni videogiochi come Asteroids. Questo tipo di monitor non presenta il difetto dell'aliasing tipico dei monitor attuali, ma non è adatto per mostrare caratteri oppure immagini che non siano al tratto a causa della difficoltà di rinfrescare un numero elevato di linee, mentre questo problema non si ha con i monitor successivi che hanno un funzionamento diverso.
Alcuni monitor vettoriali sono in grado di mostrare diversi colori, utilizzando un tubo catodico a colori ordinario oppure più strati di fosfori, regolando l'energia cinetica degli elettroni in modo da penetrare fino allo strato necessario. Alcuni tubi (Direct View Bistable Storage Tube) sono in grado di memorizzare l'immagine e non richiedono il refresh periodico.

### Monitor a colori

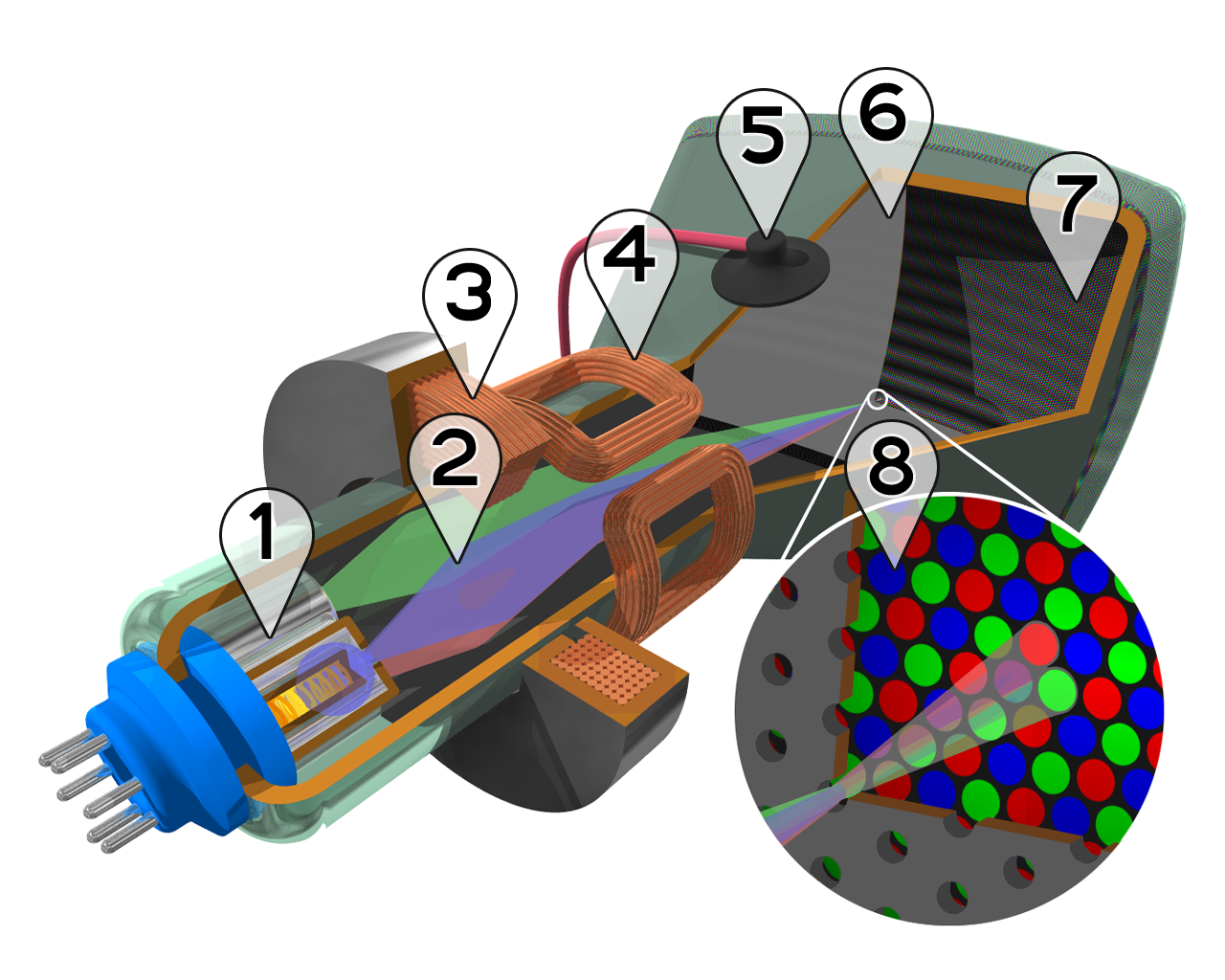
Spaccato di un tubo a raggi catodici a colori shadow mask
1: Cannone di elettroni
2: Fascio di elettroni
3: Bobina di messa a fuoco
4: Bobina di deflessione
5: Polo positivo (Anodo)
6: Maschera di separazione del verde, rosso e blu
7: Strato di fosfori verdi, rossi e blu
8: Ingrandimento dello strato con i fosfori

I tubi catodici a colori utilizzano differenti tipi di fosfori (7 e 8 nella figura a destra) in grado di emettere i colori rosso, verde e blu, i quali a seconda della maschera di separazione utilizzata, sono disposti in sottili strisce parallele (tecnica aperture grille o griglia a fenditure verticali) oppure a gruppi di punti (tecnica shadow mask) o a strisce parallele, ma sfalsate l'una con l'altra di 1/2 pixel (tecnica Cromaclear), metodo che s'interpone tra i due precedenti. Questi fosfori in alcuni casi possono essere visibili osservando uno schermo acceso da una distanza molto ravvicinata.
Ci sono quindi tre catodi (1) con tre sistemi di focalizzazione (complessivamente detti cannoni elettronici), che generano un fascio per ciascun colore (2) (in realtà i fasci sono invisibili, la corrispondenza con il colore dipende esclusivamente da quale fosforo viene colpito). All'interno del tubo, a breve distanza dallo schermo è presente una maschera metallica forata in diversi modi a seconda della tipologia (6) con la funzione di assorbire gli elettroni che non siano sulla traiettoria esatta per raggiungere il fosforo corretto (7) e che causerebbero altrimenti confusione nei colori visualizzati.
L'impatto degli elettroni con la maschera metallica è causa di produzione di una piccola quantità di raggi X. Per questo motivo la parte frontale del tubo è realizzata in vetro al piombo, in modo da lasciarsi attraversare dalla luce dell'immagine ma non dai raggi X. Inoltre il sistema elettronico è progettato in modo da impedire che la tensione anodica possa salire a valori eccessivi, causando l'emissione di raggi X di energia maggiore.
Si sono sperimentati in passato altri metodi per generare i colori, come per esempio l'utilizzo di un unico pennello elettronico che scandisce in sequenza i tre fosfori colorati che costituiscono il pixel dell'immagine.

## Manutenzione

### Pulizia
Durante il funzionamento del tubo, sulla superficie dello schermo si induce una carica elettrostatica che, sebbene non rappresenti un pericolo per l'uomo, provoca il deposito di polvere che a lungo può andare a degradare la qualità dell'immagine. Per questo motivo è opportuno pulire periodicamente lo schermo con prodotti specifici (prodotti non adatti possono danneggiare il rivestimento antiriflesso, se presente).
A causa della presenza di alta tensione, l'interno di un apparecchio televisivo attira molta polvere, che può essere rimossa con un moderato getto di aria compressa, possibilmente all'aperto. La superficie esterna del tubo catodico compresa tra lo schermo ed il collo è rivestita da una fine polvere nera di grafite. Il suo scopo è di realizzare l'armatura di un condensatore in grado di accumulare e livellare l'alta tensione generata (l'altra armatura è un rivestimento analogo sulla superficie interna del vetro). Questa polvere, che potrebbe sembrare ad un occhio inesperto un semplice deposito di sporco, non deve assolutamente essere rimossa.

### Campi magnetici
Poiché gli elettroni vengono deviati dal campo magnetico, si deve evitare di avvicinare magneti (es. altoparlanti) ad uno schermo, in quanto provocherebbero la magnetizzazione della maschera e quindi la rappresentazione errata o distorta dei colori e delle figure. Tale fenomeno permane anche dopo la rimozione del magnete e la correzione può essere difficoltosa. Alcuni televisori e monitor avevano successivamente implementata una speciale bobina di smagnetizzazione che, all'accensione dell'apparecchio, produce un breve ma intenso campo magnetico con andamento sinusoidale smorzato, a partire dalla frequenza a 50 Hz della rete elettrica.
Questo campo variabile può eliminare una modesta magnetizzazione residua. Erano disponibili anche appositi smagnetizzatori esterni da utilizzare nel caso la bobina interna non fosse efficace o mancasse del tutto. Come alternativa si era utilizzabile un saldatore a mano con trasformatore integrato. La smagnetizzazione manuale deve iniziare dal centro, allontanandosi progressivamente dallo schermo con movimento a spirale, ripetendo il processo fino al ripristino dei colori corretti. In casi estremi, in particolare con i magneti al neodimio-ferro-boro, il campo magnetico può deformare meccanicamente la maschera. Questo danno è irreversibile e rende praticamente inutilizzabile il tubo catodico. Nei monitor in bianco e nero, il problema non si pone, in quanto sono privi di maschera.

## Sicurezza e rischi per la salute

### Campi EM
Alcune persone ritengono che i campi elettromagnetici emessi durante il funzionamento del tubo catodico possano avere effetti biologici.
Al di là dei possibili effetti, l'intensità di questo campo si riduce a valori trascurabili entro un metro di distanza e comunque è più intenso ai lati dello schermo piuttosto che di fronte.

### Raggi X
Come già accennato i tubi a colori emettono una piccola quantità di raggi X, bloccata per la maggior parte dallo spesso vetro al piombo dello schermo. La Food and Drug Administration americana stabilisce un limite di 0,5 milliroentgen per ora (mR/hr) per l'intensità dei raggi X alla distanza di 5 cm dalla superficie esterna di un apparecchio televisivo.

### Rischio di implosione
All'interno del tubo è praticato un vuoto spinto, per cui su tutta la sua superficie agisce costantemente una spinta risultante diretta verso l'interno, dovuta in massima parte dalla spinta idrostatica (1kg per cm2) dell'atmosfera. Questo permanente stato di sollecitazione del materiale del tubo costituisce un cospicuo accumulo di energia potenziale al suo interno, che può liberarsi sotto forma di un'implosione in caso di rottura del vetro. Nei tubi dei televisori e monitor moderni (ai loro tempi) la parte frontale è irrobustita con l'interposizione di lamine plastiche, in modo da resistere agli urti e non implodere. La restante parte del tubo ed in particolare il collo sono invece molto delicati.
In altri tubi, come per esempio gli oscilloscopi, non esiste il rinforzo dello schermo, che viene invece protetto con uno schermo plastico anteposto.
Il tubo catodico deve essere maneggiato con attenzione e competenza; si deve evitare in particolare di sollevarlo per il collo o diversamente dai punti appositamente previsti. In fase di smaltimento, un tecnico esperto può eliminare il rischio di implosione (dopo avere scaricato una eventuale carica elettrica residua inserendo un giravite adeguatamente isolato nel foro di attacco della ventosa EHT) rompendo il vetro tra i piedini e producendo una quantità minima di frammenti di vetro tossico. Questo viene fatto afferrandoli con delle pinze e torcendoli. In questo modo l'aria entra nel tubo in modo rapido ma più graduale, scaricando l'energia. Fatto questo, il tubo catodico è ancora tossico e fragile, ma almeno non rischia di rompersi catastroficamente scagliando frammenti in modo particolarmente violento.

### Tossicità dei fosfori
Nei vecchi tubi venivano impiegati per i fosfori materiali tossici, sostituiti poi da altri più sicuri. L'implosione, o comunque la rottura del vetro, causa la dispersione di questi materiali. Nello smaltimento del tubo si deve tenere conto della presenza di piombo, che è un inquinante.

### Immagini lampeggianti
Nei soli apparecchi televisivi lo sfarfallio prodotto dal continuo ridisegno dell'immagine (50 o 100 volte al secondo ma in modo interlacciato, cioè vengono prima disegnate tutte le righe pari e successivamente tutte le righe dispari, che in pratica porta la frequenza a 25 o 50 Hz) può in alcuni soggetti essere causa scatenante di crisi epilettiche. Sono disponibili sistemi per ridurre questo rischio, mentre nei monitor da computer non si ha questo problema; è inoltre possibile regolare (entro certi limiti) a piacimento la frequenza d'aggiornamento.

### Alta tensione
I tubi a raggi catodici sono alimentati con tensioni elettriche molto alte, dell'ordine delle decine di chilovolt, anche se a correnti molto basse. Queste tensioni possono permanere nell'apparecchio anche per molto tempo dopo lo spegnimento e la disconnessione dalla rete elettrica. È quindi da evitare di aprire monitor o apparecchi televisivi anche a spina staccata senza un'adeguata preparazione tecnica e comunque adottando le necessarie precauzioni (es. scaricamento del tubo e dei condensatori).

### Degrado nel tempo e rigenerazione
Come avviene in tutti i tubi termoionici, anche nel CRT l'efficienza di emissione di elettroni da parte del catodo, nel tempo tende a diminuire progressivamente, con conseguente minore luminosità delle immagini sullo schermo. Negli oscilloscopi, la conseguenza è una minore luminosità della traccia. Causa del degrado, è l'alterazione dello strato di ossido depositato sulla superficie del catodo e la formazione sulla superficie di minuscoli grumi, vere e proprie scorie, conseguenza delle innumerevoli accensioni e spegnimenti, la cui presenza costituisce uno schermo al flusso di elettroni generato.
Negli anni in cui il tubo catodico era di uso universale, dato l'elevato costo per la sua sostituzione, esistevano in commercio particolari apparecchi chiamati "rigeneratori", i quali permettevano di effettuare una momentanea pulitura delle scorie depositate sul catodo. Il metodo consisteva nell'applicare una tensione sufficientemente elevata, tra il pin collegato al catodo e il pin collegato alla prima griglia vicina ad esso. L'eventuale arco voltaico che si formava, distruggeva le scorie più consistenti dando per breve tempo nuova vita al tubo.